# Saison 2023 de l'équipe cycliste masculine Jayco AlUla
La saison 2023 de l'équipe cycliste masculine Jayco AlUla est la douzième de cette équipe.

## Coureurs et encadrement technique

### Effectif
| Coureur                 | Date de Nais.      | Nationalité        | Équipe en 2022                 | Vict. | Cont.             | Maillot dist.      |
| ----------------------- | ------------------ | ------------------ | ------------------------------ | ----- | ----------------- | ------------------ |
| Alexandre Balmer        | 4 mai 2000         | Suisse             | BikeExchange Jayco             | 0     | 01/2022 - 12/2023 |                    |
| Hagos Welay Berhe       | 22 octobre 2001    | Éthiopie           | EF Education-Nippo Development | 0     | 01/2023 - 12/2025 |                    |
| Kevin Colleoni          | 11 novembre 1999   | Italie             | BikeExchange Jayco             | 0     | 01/2021 - 12/2023 |                    |
| Lawson Craddock         | 20 février 1992    | États-Unis         | BikeExchange Jayco             | 0     | 01/2022 - 12/2024 |                    |
| Alessandro De Marchi    | 19 mai 1986        | Italie             | Israel-Premier Tech            | 0     | 01/2023 - 12/2024 |                    |
| Eddie Dunbar            | 1er septembre 1996 | Irlande            | Ineos Grenadiers               | 0     | 01/2023 - 12/2025 |                    |
| Luke Durbridge          | 9 avril 1991       | Australie          | BikeExchange Jayco             | 0     | 01/2011 - 12/2024 |                    |
| Felix Engelhardt        | 19 août 2000       | Allemagne          | Tirol-KTM                      | 2     | 01/2023 - 12/2024 |                    |
| Tsgabu Grmay            | 25 août 1991       | Éthiopie           | BikeExchange Jayco             | 1     | 01/2019 - 12/2023 | - Contre-la-montre |
| Dylan Groenewegen       | 21 juin 1993       | Pays-Bas           | BikeExchange Jayco             | 6     | 01/2022 - 12/2024 |                    |
| Lucas Hamilton          | 12 février 1996    | Australie          | BikeExchange                   | 0     | 01/2018 - 12/2024 |                    |
| Chris Harper            | 23 novembre 1994   | Australie          | Jumbo-Visma                    | 0     | 01/2023 - 12/2024 |                    |
| Michael Hepburn         | 17 août 1991       | Australie          | BikeExchange                   | 0     | 01/2011 - 12/2025 |                    |
| Amund Grøndahl Jansen   | 11 février 1994    | Norvège            | BikeExchange                   | 0     | 01/2021 - 12/2023 |                    |
| Christopher Juul-Jensen | 6 juillet 1989     | Danemark           | BikeExchange                   | 0     | 01/2016 - 12/2025 |                    |
| Jan Maas                | 19 février 1996    | Pays-Bas           | BikeExchange                   | 0     | 01/2022 - 12/2024 |                    |
| Michael Matthews        | 26 septembre 1990  | Australie          | BikeExchange                   | 1     | 01/2021 - 12/2025 |                    |
| Luka Mezgec             | 27 juin 1988       | Slovénie           | BikeExchange                   | 0     | 01/2016 - 12/2024 |                    |
| Kelland O'Brien         | 22 mai 1998        | Australie          | BikeExchange                   | 0     | 01/2022 - 12/2025 |                    |
| Jesús David Peña        | 8 mai 2000         | Colombie           | BikeExchange                   | 1     | 01/2022 - 12/2024 |                    |
| Rudy Porter             | 15 décembre 2000   | Australie          | Trinity Racing                 | 0     | 01/2023 - 12/2024 |                    |
| Lukas Pöstlberger       | 10 janvier 1992    | Autriche           | Bora-Hansgrohe                 | 1     | 01/2023 - 12/2023 |                    |
| Blake Quick             | 26 février 2000    | Australie          | Trinity Racing                 | 0     | 01/2023 - 12/2024 |                    |
| Elmar Reinders          | 14 mars 1992       | Pays-Bas           | BikeExchange                   | 0     | 08/2022 - 12/2024 |                    |
| Callum Scotson          | 10 août 1996       | Australie          | BikeExchange                   | 0     | 01/2019 - 12/2024 |                    |
| Matteo Sobrero          | 14 mai 1997        | Italie             | BikeExchange                   | 1     | 01/2022 - 12/2023 |                    |
| Campbell Stewart        | 12 mai 1998        | Nouvelle-Zélande   | BikeExchange                   | 1     | 01/2022 - 12/2025 |                    |
| Zdeněk Štybar           | 11 décembre 1985   | République tchèque | Quick-Step Alpha Vinyl         | 0     | 01/2023 - 12/2023 |                    |
| Simon Yates             | 7 août 1992        | Royaume-Uni        | BikeExchange                   | 1     | 01/2014 - 12/2024 |                    |
| Filippo Zana            | 18 mars 1999       | Italie             | Bardiani CSF Faizanè           | 2     | 01/2023 - 12/2025 |                    |
| Coureurs stagiaires.    |                    |                    |                                |       |                   |                    |
| Adam Holm Jørgensen     | 1er septembre 2002 | Danemark           | BHS-PL Beton Bornholm          | 0     | 08/2023 - 12/2023 |                    |
| Hamish McKenzie         | 13 septembre 2004  | Australie          | ARA-Skip Capital               | 0     | 08/2023 - 12/2023 |                    |

## Champions nationaux, continentaux et mondiaux
| Date         | Course                                     | Maillot | Coureurs     | Pays     | Lieu   |
| ------------ | ------------------------------------------ | ------- | ------------ | -------- | ------ |
| 22 juin 2023 | Championnat d'Éthiopie du contre-la-montre |         | Tsgabu Grmay | Éthiopie | Mekele |

## Classement UCI par équipes
Le classement UCI par équipes se calcule en comptabilisant les points des 20 meilleurs coureurs de l'équipe. Ce classement est calculé avec les points acquis lors de l'année civile. Au terme d'une période de trois ans (2023-2025), les dix-huit meilleures équipes recevront une licence World Tour pour la prochaine période (2026-2028).
| Classement UCI (par équipes) au 17 octobre 2023. | Classement UCI (par équipes) au 17 octobre 2023. | Classement UCI (par équipes) au 17 octobre 2023. | Classement UCI (par équipes) au 17 octobre 2023. | Classement UCI (par équipes) au 17 octobre 2023. |
| #                                                | Pays                                             | Pts. 2023                                        | Diff.                                            |                                                  |
| ------------------------------------------------ | ------------------------------------------------ | ------------------------------------------------ | ------------------------------------------------ | ------------------------------------------------ |
| 1                                                | UAE Team Emirates                                | 30963,18                                         | -                                                |                                                  |
| 2                                                | Jumbo-Visma                                      | 29654,45                                         | 1303,73                                          |                                                  |
| 3                                                | Soudal Quick-Step                                | 18702,85                                         | 10951,60                                         |                                                  |
| 4                                                | Ineos Grenadiers                                 | 17760,93                                         | 941,92                                           |                                                  |
| 5                                                | Lidl-Trek                                        | 16054,45                                         | 1706,48                                          |                                                  |
| 6                                                | Bahrain Victorious                               | 15787,81                                         | 266,64                                           |                                                  |
| 7                                                | Groupama-FDJ                                     | 14834,51                                         | 953,30                                           |                                                  |
| 8                                                | Alpecin-Deceuninck                               | 14519,25                                         | 315,26                                           |                                                  |
| 9                                                | Lotto Dstny                                      | 14112,83                                         | 406,42                                           |                                                  |
| 10                                               | Bora-Hansgrohe                                   | 13325,13                                         | 787,45                                           |                                                  |
| 11                                               | EF Education-EasyPost                            | 11818,69                                         | 1506,44                                          |                                                  |
| 12                                               | Movistar                                         | 10989,53                                         | 829,16                                           |                                                  |
| 13                                               | Team Jayco AlUla                                 | 10737,65                                         | 251,88                                           |                                                  |
| 14                                               | Intermarché-Circus-Wanty                         | 10492,28                                         | 245,37                                           |                                                  |
| 15                                               | Cofidis                                          | 10437,41                                         | 54,87                                            |                                                  |
| 16                                               | Israel-Premier Tech                              | 10022,00                                         | 415,41                                           |                                                  |
| 17                                               | DSM-Firmenich                                    | 9102,20                                          | 919,80                                           |                                                  |
| 18                                               | AG2R Citroën                                     | 9096,00                                          | 6,20                                             |                                                  |
| 19                                               | Team Arkéa-Samsic                                | 7229,00                                          | 1867,00                                          |                                                  |
| 20                                               | Astana Qazaqstan                                 | 7044,44                                          | 184,56                                           |                                                  |
| 21                                               | Uno-X Pro                                        | 6569,00                                          | 478,44                                           |                                                  |
| 22                                               | TotalEnergies                                    | 5765,00                                          | 804,00                                           |                                                  |

| Liste des vingt coureurs marquant des points pour le classement UCI par équipes 2023. | Liste des vingt coureurs marquant des points pour le classement UCI par équipes 2023. | Liste des vingt coureurs marquant des points pour le classement UCI par équipes 2023. |
| #                                                                                     | Coureur                                                                               | Points                                                                                |
| ------------------------------------------------------------------------------------- | ------------------------------------------------------------------------------------- | ------------------------------------------------------------------------------------- |
| 1                                                                                     | Simon Yates                                                                           | 3087,29                                                                               |
| 2                                                                                     | Michael Matthews                                                                      | 1450,29                                                                               |
| 3                                                                                     | Dylan Groenewegen                                                                     | 1329,43                                                                               |
| 4                                                                                     | Filippo Zana                                                                          | 889,00                                                                                |
| 5                                                                                     | Eddie Dunbar                                                                          | 798,00                                                                                |
| 6                                                                                     | Felix Engelhardt                                                                      | 574,00                                                                                |
| 7                                                                                     | Matteo Sobrero                                                                        | 549,62                                                                                |
| 8                                                                                     | Chris Harper                                                                          | 371,29                                                                                |
| 9                                                                                     | Luka Mezgec                                                                           | 346,43                                                                                |
| 10                                                                                    | Jesús David Peña                                                                      | 274,00                                                                                |
| 11                                                                                    | Lucas Hamilton                                                                        | 174,29                                                                                |
| 12                                                                                    | Alessandro De Marchi                                                                  | 169,00                                                                                |
| 13                                                                                    | Lawson Craddock                                                                       | 140,00                                                                                |
| 14                                                                                    | Lukas Pöstlberger                                                                     | 105,00                                                                                |
| 15                                                                                    | Hagos Welay Berhe                                                                     | 116,00                                                                                |
| 16                                                                                    | Callum Scotson                                                                        | 95,43                                                                                 |
| 17                                                                                    | Luke Durbridge                                                                        | 83,29                                                                                 |
| 18                                                                                    | Kelland O'Brien                                                                       | 74,29                                                                                 |
| 19                                                                                    | Tsgabu Grmay                                                                          | 60,00                                                                                 |
| 20                                                                                    | Blake Quick                                                                           | 51,00                                                                                 |
| TOTAL                                                                                 | TOTAL                                                                                 | 10737,65                                                                              |

## Classement UCI individuel en fin de saison
| 11  | Simon Yates       | 3087,29 |
| 49  | Michael Matthews  | 1450,29 |
| 56  | Dylan Groenewegen | 1329,43 |
| 93  | Filippo Zana      | 889,00  |
| 111 | Eddie Dunbar      | 798,00  |
| 165 | Felix Engelhardt  | 574,00  |
| 171 | Matteo Sobrero    | 549,62  |
| 251 | Chris Harper      | 371,29  |
| 328 | Jesús David Peña  | 274,00  |
| 486 | Lucas Hamilton    | 174,29  |

| 492  | Alessandro De Marchi | 169,00 |
| 559  | Lawson Craddock      | 140,00 |
| 637  | Hagos Welay Berhe    | 116,00 |
| 684  | Lukas Pöstlberger    | 105,00 |
| 740  | Callum Scotson       | 95,43  |
| 813  | Luke Durbridge       | 83,29  |
| 886  | Kelland O'Brien      | 74,29  |
| 1001 | Alexandre Balmer     | 60,00  |
| 1089 | Tsgabu Grmay         | 51,00  |
| 1089 | Campbell Stewart     | 51,00  |

| 1172 | Michael Hepburn         | 46,43 |
| 1446 | Rudy Porter             | 30,00 |
| 1569 | Jan Maas                | 26,43 |
| 1569 | Elmar Reinders          | 26,43 |
| 1751 | Zdeněk Štybar           | 20,00 |
| 1914 | Kevin Colleoni          | 15,00 |
| 2139 | Christopher Juul-Jensen | 10,00 |
| 2379 | Blake Quick             | 6,43  |
| -    | Amund Grøndahl Jansen   | 0,00  |